# Baie Déception
Pour les articles homonymes, voir Déception (homonymie).
La baie Déception (anglais : Deception Bay, inuktitut : ᓴᓪᓗᐃᑦ ᑐᓪᓖᑦ) est une baie du détroit d'Hudson, au nord de la péninsule d'Ungava, dans la région administrative du Nord-du-Québec, au Québec, au Canada.

## Géographie
Cette baie est située à 40 kilomètres à l'est du village inuit de Salluit et à environ 60 km à l'ouest du cap de Nouvelle-France lequel démarque la limite du détroit d'Hudson et de la baie d'Ungava. La baie Déception a une largeur d'environ 2,5 km et une longueur de 20 km. La baie Kangirsugaarjuk (longueur: 3,9 km) constitue un appendice pénétrant la rive ouest de la baie Déception.
L'entrée de la baie par le Détroit d'Hudson est gardée par l'île Neptune (diamètre: 1,9 km) et l'île Artic (longueur: 550 m). Une longue grève se dégage à marée basse entre l'île Neptune et le "promontoire Maurepas" sur la rive sud-ouest. Cette zone de l'entrée de la baie est désignée "False Passage". Le "canal Principal" (main channel) est situé entre l'île Neptune et l'île Artic. Le canal de l'est est situé entre l'île Artic et la rive est, près de la Pointe Rouge.
Pointes, plages et montagnes autour de la baie
En ordre, à partir du Détroit d'Hudson:
- rive nord-est: pointe Rouge, pointe Noire, cap Qairtuinaq;
- rive sud-ouest: promontoire Maurepas, Egg Rock, White Rock, rocher Tulugarnaq, pointe Théron, plage du Bombardier.

Le "Mont de la Table" (altitude du sommet: 411 m) est situé sur la rive sud-ouest de la baie.
Les îles Moosehead et Qikirtaapik sont situés au centre de la baie.
Tributaires de la baie
La rivière Déception coule vers le nord-ouest en contournant la zone de l'aéroport de Déception. Cette rivière s'approvisionne notamment des lacs Françoys-Malherbe et Watts. La rivière Déception se déverse sur une longue grève sur la rive sud-ouest au fond de la baie près du village de Déception.
Au sud de l'aéroport, la rivière Déception recueille le ruisseau Saputiit (venant du sud) qui draine les eaux du lac Duquet (longueur: 7,7 km) et qui traverse le marécage Urpialuit.
Les autres tributaires de la baie Déception sont:
- La rivière Avaalaq se déverse sur la rive sud de la baie, entre le village de Déception et l'aéroport.
- La rivière Qungapakik (venant de l'est) se déverse au milieu de la rive est de la baie.
- Le ruisseau Qutirjuaq se déverse sur la rive est de la baie, à 4,0 km du Cap Rouge et à 8,7 km au sud de Cap Qairtuinaq lequel constitue la bande de terre à l'entrée est de la baie Déception.

Le village de Déception est situé sur la rive sud de la baie. L'aéroport de Déception est située sur une longue presqu'île rattachée à la rive sud, au fond de la baie.

## Économie
La baie joue un rôle économique essentiel au Nunavik en abritant un des rares ports nordiques québécois en eau profonde. Plusieurs installations portuaires s'y trouvent dont celles de la mine Raglan. Entre 1966 à 1980, des infrastructures portuaires avait été aménagées dans cette baie en lien avec l'exploitation d'une mine d'amiante par la Société Asbestos.

## Toponymie
Le toponyme Baie Déception a été officialisé le 27 octobre 1987 à la Commission de toponymie du Québec.